# Провулок Водників (Київ)
Прову́лок Во́дників — зниклий провулок, що існував у Подільському районі міста Києва, місцевості Пріорка, селище Шевченка. Пролягав від Кобзарської вулиці до вулиці Красицького.

## Історія
Провулок виник у 1950-ті роки. Назву Водників провулок отримав у середині 1950-х років. Офіційно ліквідований у 1980-х роках, приєднаний до вулиці Водників. Нині — проїзд без назви, що сполучає вулиці Красицького та Кобзарську (офіційно цей проїзд є складовою вулиці Водників).

## Зображення

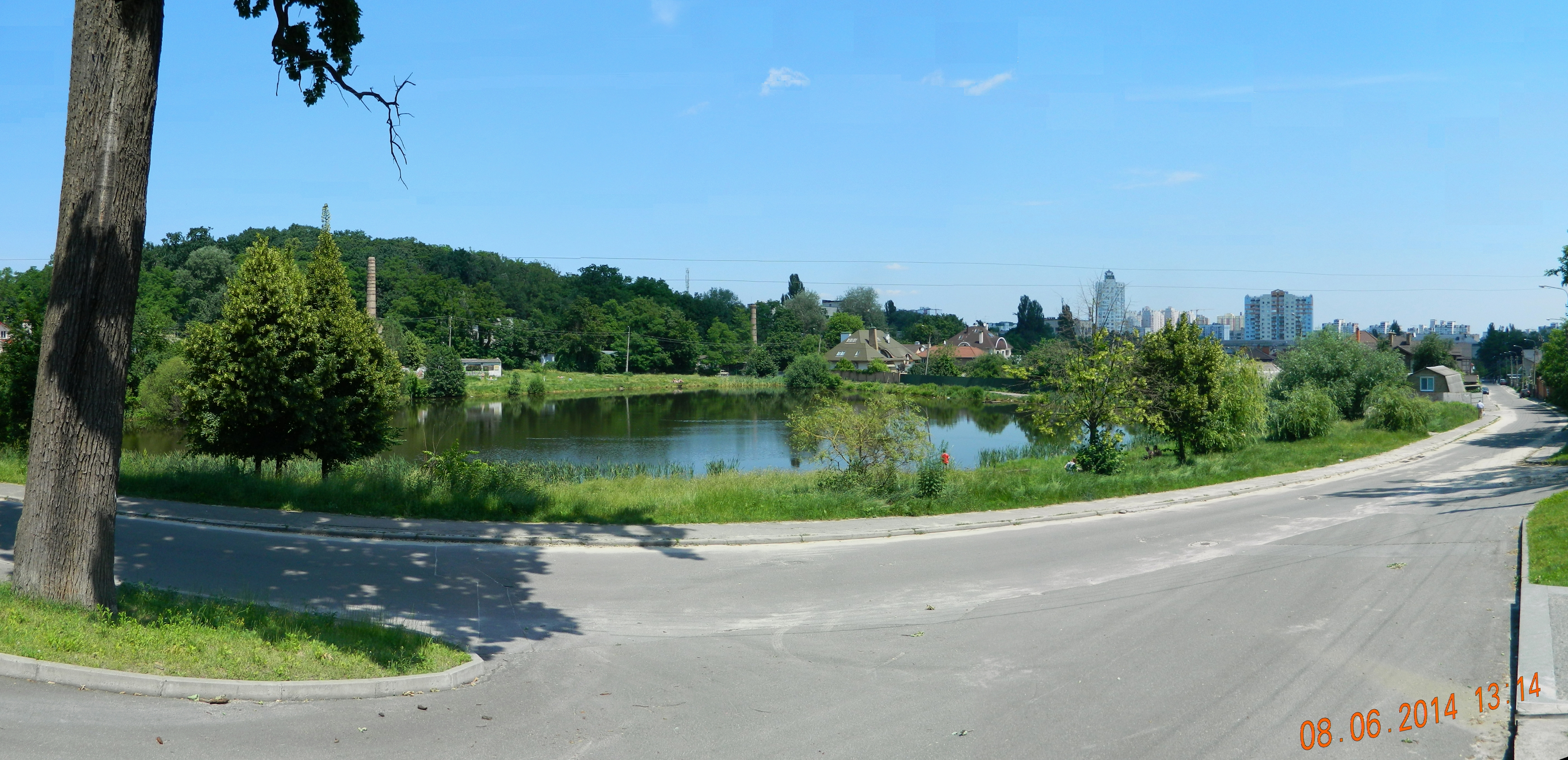
Ставок між вулицями Красицького, Кобзарською та колишнім провулком Водників